# Foynes
Foynes (in irlandese Faing) è una località della Repubblica d'Irlanda. Fa parte della contea di Limerick, nella provincia di Munster.
Prima della seconda guerra mondiale, le acque di Foynes servirono da scalo europeo per i primi voli di linea transatlantici effettuati con idrovolanti.